# 卡薩格蘭區
卡薩格蘭區（西班牙語：Distrito de Casa Grande），是秘魯的一個區，位於該國西北部拉利伯塔德大區的阿斯科佩省，始建於1998年1月21日，面積677.17平方公里，海拔高度240米，2005年人口30,795，人口密度每平方公里45人。